# MALTリンパ腫
MALTリンパ腫（MALTリンパしゅ、英: MALT lymphoma）は、胚中心を経由した濾胞辺縁帯B細胞 (en) に由来する節外性B細胞性リンパ腫である。「MALT」はMucosa Associated Lymphoid Tissueを略したもの。WHO分類の正式名はExtranodal marginal zone lymphoma of mucosa-associated lymphoid tissue type（粘膜関連リンパ組織型節外性濾胞辺縁帯リンパ腫）。
1983年にIsaacsonとWrightにより提唱された。

## 疫学
全悪性リンパ腫の8.45%

## 症状
胃原発が多い疾患だが、胃穿孔はあまり多くはない。稀だが小腸に病変がある場合には穿孔しやすい。

## 前駆病変
多くは自己免疫疾患や慢性感染症と関連して発生する。胃MALTリンパ腫では約90%の患者でピロリ菌感染が認められる。シェーグレン症候群の患者では唾液腺MALTリンパ腫発生リスクは44倍、橋本病では甲状腺リンパ腫の発生リスクは70倍である。
- H. Pyloriによる慢性胃炎
- Chlamydia psittaciによる眼付属器の慢性炎症
- Campylobacter jejuniによるimmunoproliferative small intestinal disease（IPSID）

## 浸潤部位
85%は胃であるが、他に肺、頭頸部/唾液腺、眼窩、皮膚、甲状腺、乳腺、泌尿生殖器が病変となりうる。

## 病理診断

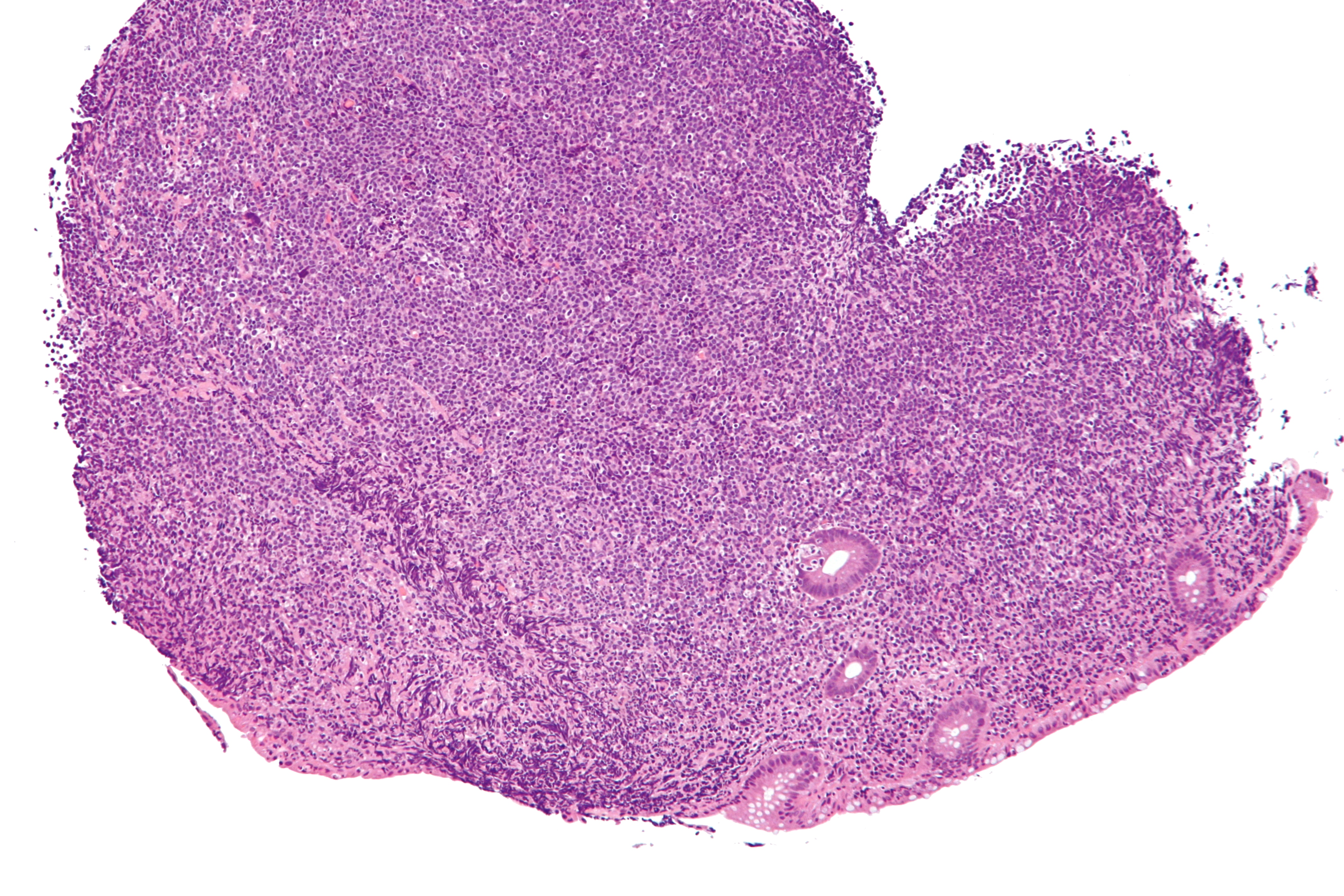
胃MALTリンパ腫病変組織(HE染色)中拡大

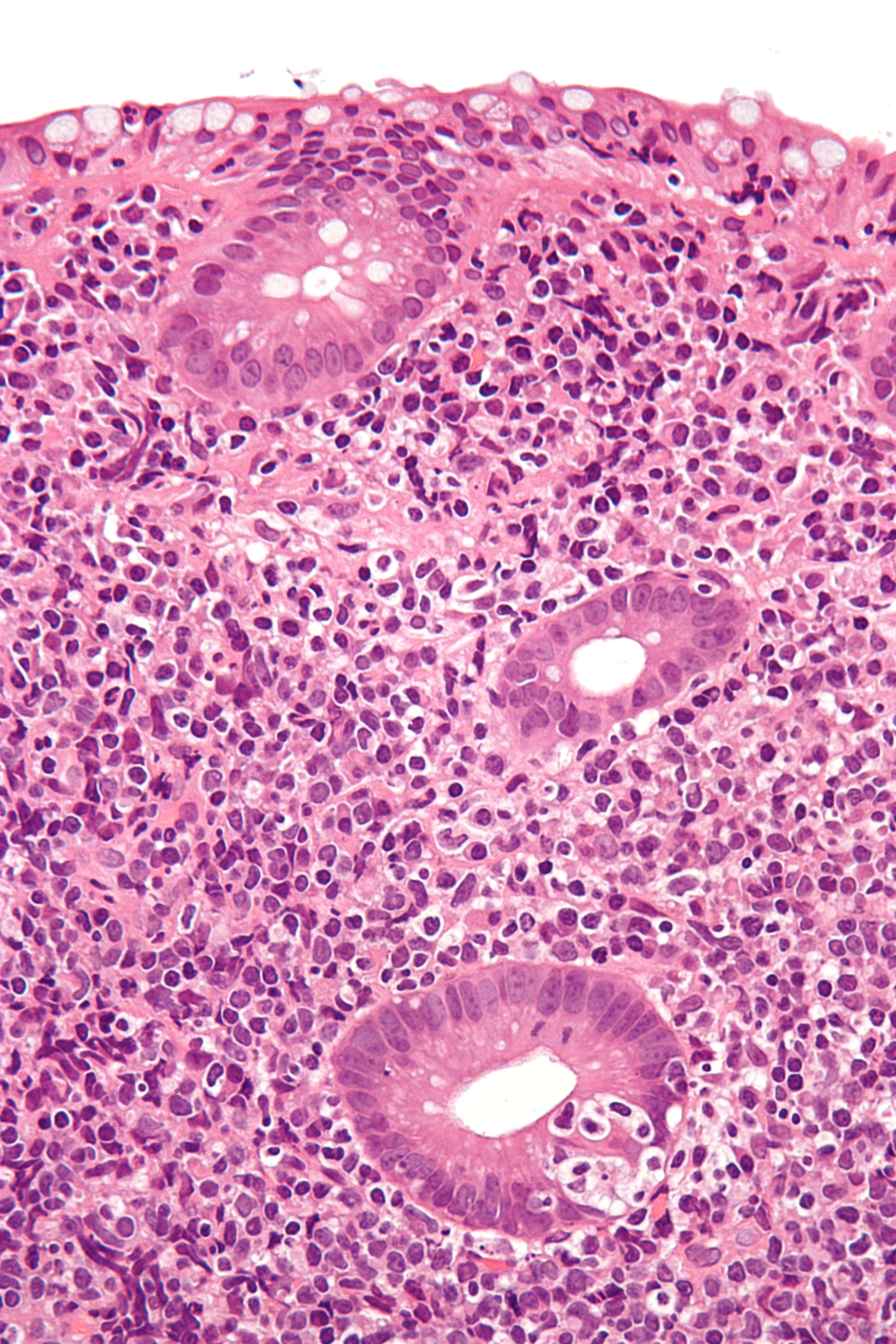
胃MALTリンパ腫病変組織(HE染色)強拡大

腫瘍細胞は反応性濾胞の辺縁帯から濾胞間領域にかけて増殖し、上皮内に浸潤してリンパ上皮病変を形成する。腫瘍細胞は、胚中心細胞類似細胞 centrocyte-like cell（CCL）、単球様B細胞 monocytoid B cell、小型リンパ球、および少数の免疫芽球 immunoblastや胚中心芽球 centroblastなど多彩な腫瘍細胞から構成される。形質細胞への分化が見られることもある。腫瘍細胞が反応性濾胞の胚中心に移動して一見濾胞性リンパ腫に似た構造を作ることがある。
MALTリンパ腫を背景にびまん性大細胞性悪性リンパ腫 DLBCLが発生することがある。免疫芽球 immunoblastや胚中心芽球 centroblastが散在性ではなくシート状に出現している場合はDLBCLと診断し背景にMALTリンパ腫が存在することを記述する。
免疫染色。特異的なマーカーはないが、B細胞マーカー（CD20, CD79a）陽性、CD5,CD10,CD23は陰性。形質細胞分化のある症例では免疫グロブリン軽鎖制限を認める。

## 鑑別診断
- 慢性炎症
  - ピロリ菌による胃炎
  - 橋本甲状腺炎
- 小型B細胞性リンパ腫
  - 濾胞性リンパ腫
  - マントル細胞リンパ腫
  - 小リンパ球性リンパ腫

## 病期分類
悪性リンパ腫は基本的にAnn Arbor分類を用いるが、節外臓器病変が多い消化管リンパ腫では、隣接臓器への直達浸潤や腹腔内リンパ節病変を正しく評価できないため、消化管リンパ腫にはLugano分類が用いられる。消化管以外が原発巣であればAnn Arbor分類が用いられる。

### Lugano分類
- Ⅰ期 - 消化管に限局した腫瘍で、漿膜への浸潤が無い
- Ⅱ期 - 原発巣から腹腔リンパ節への進展が有る
  - Ⅱ1 - 限局性(胃・または腸管所属リンパ節にとどまる)
  - Ⅱ2 - 遠隔性(大動脈周囲・下大静脈周囲・骨盤内・腸間膜リンパ節浸潤)
- ⅡE期 - 漿膜から隣接臓器・リンパ節以外の周辺組織へ浸潤している
  - ⅡE(浸潤臓器を記載) ex. 膵臓・大腸・後腹膜壁
- Ⅳ期 - 節外部位への播種状の浸潤、または消化管病変と横隔膜を越えるリンパ節浸潤

## 治療

### 胃原発限局期
MALTリンパ腫の50%は胃に発生する。
H. pylori陽性
- H. pyloriの除菌が第一選択となる。除菌療法による奏効率は50～80%[3][4]である。除菌成功後リンパ腫は消失するまでは多くの場合数か月程度だが、数年かかることもある。
- 除菌が失敗しても薬剤を変更して再除菌を試みる。クラリスロマイシン耐性菌が増加しているため、クラリスロマイシンをメトロニダゾールに変更した治療法を用いる[5]。
- 除菌による奏功後に化学療法を追加しても再発率を下げられないので経過観察する[6]。
- リンパ腫病変が残存する場合、リンパ腫による症状を認める場合は、以下のいずれかの治療を考慮する。
  - 放射線療法 - 下記の治療法より奏効率は良い[7]
  - リツキシマブ単剤投与
  - リツキシマブ併用化学療法

H. pylori陰性
- 放射線療法を行う[8][9]。
- ごく少数で除菌療法の有効例がある[10]。

### 胃原発進行期
リンパ腫の症状がある、消化管出血など臓器障害がある、巨大腫瘤がある、確実に進行している、といった場合に治療の対象となる。
症例数が少なく大規模な比較臨床試験が困難なため、各治療間の優劣は明らかではないが、以下の治療法が有効と報告されている。濾胞性リンパ腫に準じた治療が多くの場合選択されている。
- 抗がん剤単剤投与
  - アルキル化薬(シクロフォスファミドなど)
  - プリンアナログ(フルダラビン・クラドリビンなど)
  - リツキシマブ
- リツキシマブ・多剤併用化学療法(アントラサイクリン系が中心)[11]

### 胃以外原発
症例数が少なく大規模な比較臨床試験が困難なため、十分にコンセンサスが得られている標準療法は確立してはいないが、以下の治療法が主に行われる。
限局期
- 放射線療法[13][14]
- 外科的切除
- リツキシマブ単剤もしくは併用化学療法
- 無症状であれば、慎重な経過観察も選択肢となりうる

進行期
進行期胃原発と同様である。

## 予後
緩徐な自然経過をたどる。

### 胃原発
限局期
- H. pyloriの除菌が成功して奏功した場合は90%以上の長期生存割合が得られている。再発割合は3%[3]である。
- 除菌失敗例のうちリンパ腫の進展を認めた割合は27%[4]である。
- t(11;18)API2-MALT1 キメラ遺伝子を有する場合は除菌の成功率は低い[15]。

進行期
後述

### 胃以外原発
限局期
前述の治療のどれを選択しても、5年全生存率は90%、10年生存率は80%と良好である。
進行期
胃原発の進行期と合わせて、5年生存率は80%、10年生存率は70%程度である。
いずれの場合も、組織学的進展(びまん性大細胞型B細胞性リンパ腫へ悪性度が変化する)が生じた場合、あるいは当初より組織にびまん性大細胞型B細胞性リンパ腫様の細胞を認める場合は、治療法・予後はそれに準じる。